# Síndrome de Hoyeraal-Hreidarsson
El síndrome de Hoyeraal-Hreidarsson (HHS, por sus siglas en inglés) es un trastorno genético multisistémico caracterizado por telómeros excesivamente cortos y se considera una forma grave de disqueratosis congénita. Se hereda de forma recesiva ligada al cromosoma X. Al ser un trastorno ligado al cromosoma X, el HHS afecta principalmente a los varones. Los pacientes con HHS se presentan típicamente en la primera infancia con hipoplasia cerebelosa, inmunodeficiencia, fallo progresivo de la médula ósea y restricción del crecimiento intrauterino. La principal causa de muerte en el HHS es la falla de la médula ósea, pero la mortalidad por cáncer y fibrosis pulmonar también es significativa. Mutaciones en varios genes relacionados con la biología de los telómeros han sido reconocidas como causantes de HHS en un 60% de los pacientes, sin embargo, los defectos genéticos en el resto de pacientes sigue sin descubrirse. Entender la etiología de HHS y sus diferentes manifestaciones sigue siendo un reto a causa de la complejidad de la biología de los telómeros y las múltiples funciones teloméricas y no teloméricas que juegan las proteínas asociadas a telómeros en procesos de replicación, protección de telómeros, respuesta al daño del ADN, ensamblaje de ribosomas y espliceosomas.

## Historia
El epónimo de Hoyeraal-Hreidarsson fue propuesto en un caso clínico en el año 1995, en el que se describía a un niño con pancitopenia, hipoplasia cerebelosa, retardo en el crecimiento, microcefalia y otros problemas del desarrollo. por Aalfs y colegas. Estos hallazgos eran muy similares a lo que Hoyeraal y Hreidarsson habían descrito en 1970. 

## Características
Las características del HHS reconocidas actualmente son la hipoplasia cerebelosa, la inmunodeficiencia, el fracaso progresivo de la médula ósea y el retraso del crecimiento intrauterino. Los pacientes con HHS también suelen presentar síntomas como microcefalia, anemia aplásica y retraso mental.